# Stomhypselosaria simplex
Stomhypselosaria simplex is een mosdiertjessoort uit de familie van de Cellariidae. De wetenschappelijke naam van de soort is voor het eerst geldig gepubliceerd in 2011 door Hayward & Winston.